# CFL 2300
De 2300 ook wel Stadler KISS genoemd, is een driedelig dubbeldeks elektrisch treinstel met lagevloerdeel voor het regionaal personenvervoer van de Chemins de fer luxembourgeois (CFL).

## Geschiedenis
Op 12 oktober 2010 werd bekend dat de Chemins de fer luxembourgeois (CFL) een order voor acht dubbeldekstreinen, bestaande uit drie rijtuigen, had geplaatst bij Stadler Rail.
Op 29 september 2014 werd het eerste treinstel te Wasserbillig voorgesteld aan CFL-Generaldirektor Marc Wengler, de Vorstand des Personenverkehrs Marc Hoffmann en Minister van Duurzame ontwikkeling en Infrastructuur, François Bausch. De treinstellen worden vanaf december 2014 ingezet.
In totaal zijn er 21 treinstellen besteld verdeeld over 3 orders. De laatste 2 treinstellen (2320 en 2321) zijn in 2020 geleverd aan de CFL. Hiermee is de totale vloot compleet.

## Constructie en techniek
De trein is opgebouwd uit een aluminium frame met een frontdeel van GVK en voldoet aan de DIN EN 15227 crashnormen. De binnenruimten zijn met LEDs verlicht, hebben airco en de zitplaatsen hebben een vergrote beenruimte ten opzichte van andere versies. De bakken zijn luchtgeveerd en hebben een lage instap voor perrons van 550 mm boven de spoorstaaf. Er zijn twee gesloten toiletsystemen aanwezig in de middenbak, waarvan één toegankelijk voor mindervaliden. De treinstellen kunnen met maximaal 3 stuks gecombineerd rijden, ook kunnen deze treinstellen koppelen met DB Regio treinstellen van het type FLIRT 3.

## Treindiensten
Deze treinen werden door de Chemins de fer luxembourgeois (CFL) vanaf december 2019 ingezet op de volgende trajecten.
- RE 11 Luxemburg – Trier – Koblenz
- RB 83 Luxembourg – Trier West – Wittlich
- RB (Rodange –) Pétange – Esch-sur-Alzette – Luxembourg (– Dommeldange) (In combinatie met CFL 2200 en CFL 4000 + Dosto)
- RE (Troisvierges –) Luxembourg – Esch-sur-Alzette – Pétange – Rodange (In combinatie met CFL 2200 en CFL 4000 + Dosto)
- RE Luxembourg – Bettembourg – Volmerange-les-Mines (1 spitstrein in spitsrichting)

## Interieurfoto's

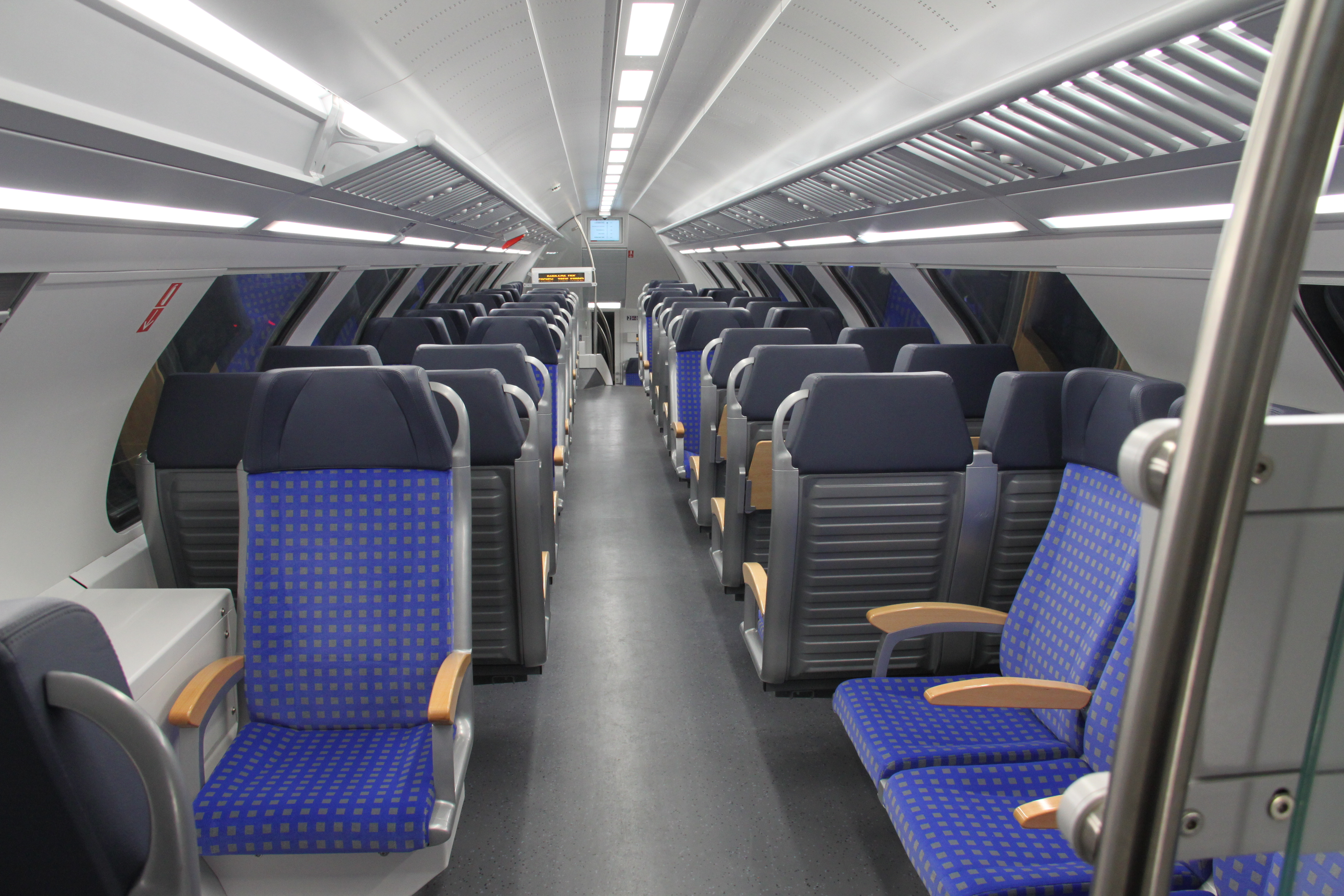
2e klasse
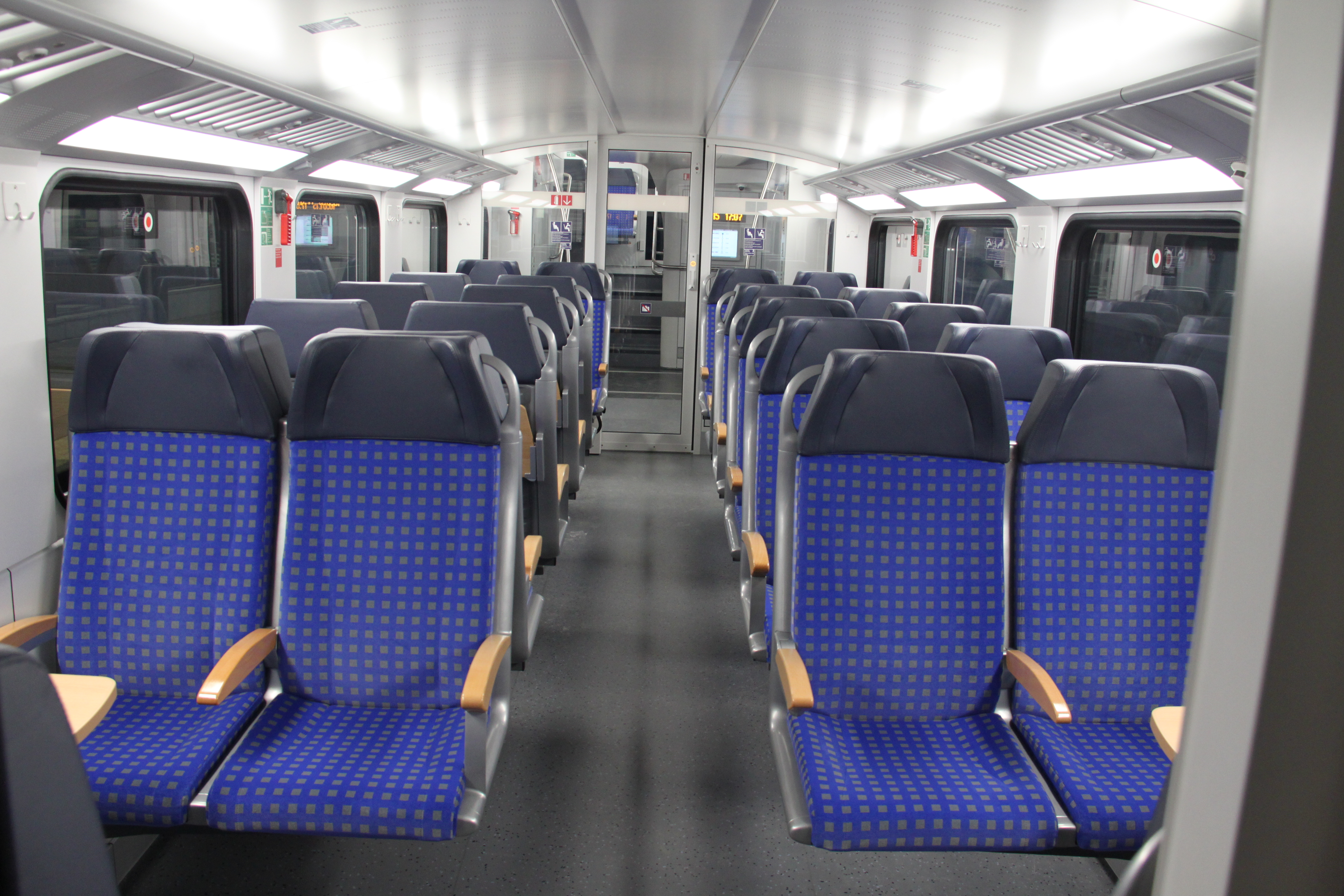
2e klasse
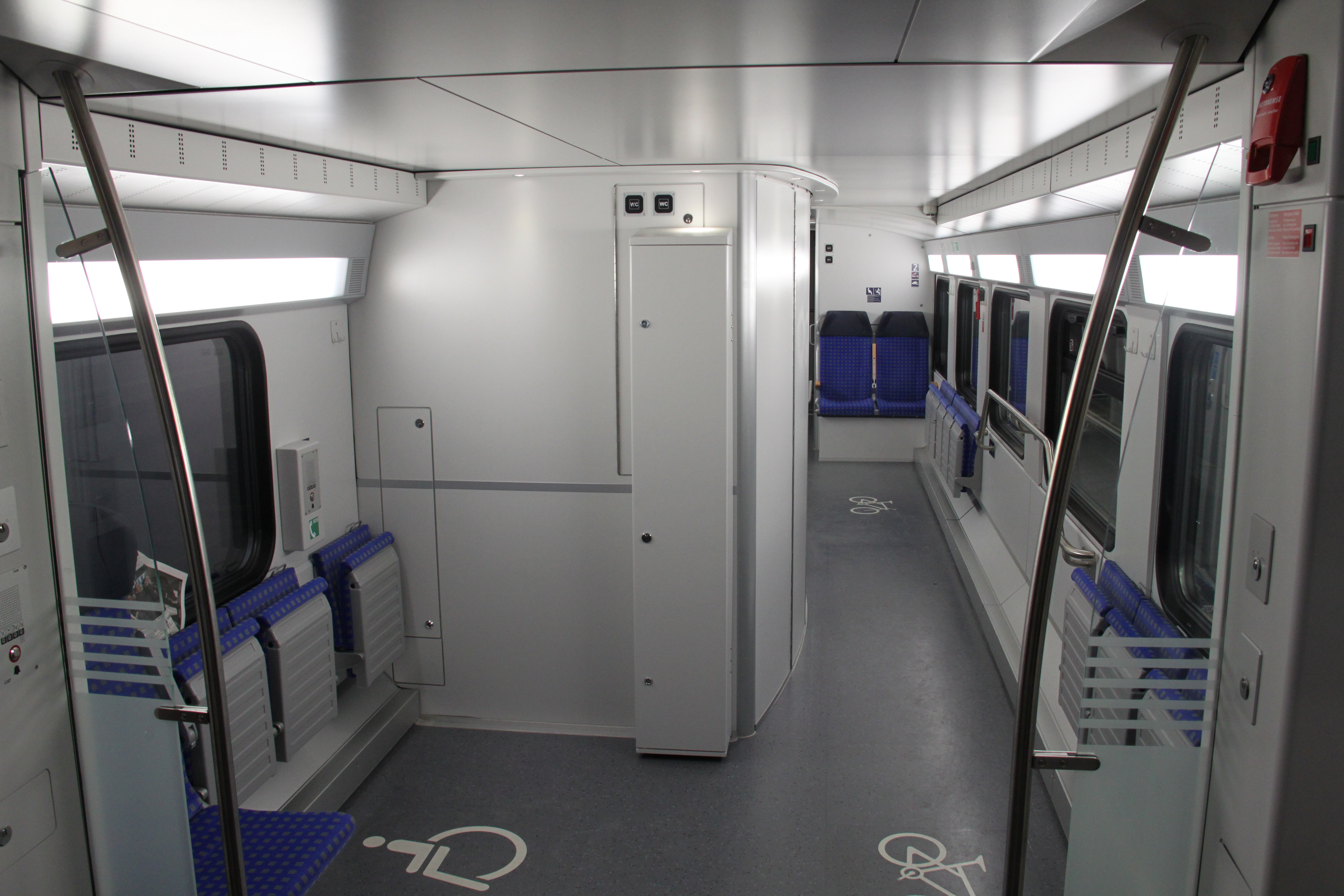
Multifunctionele ruimte
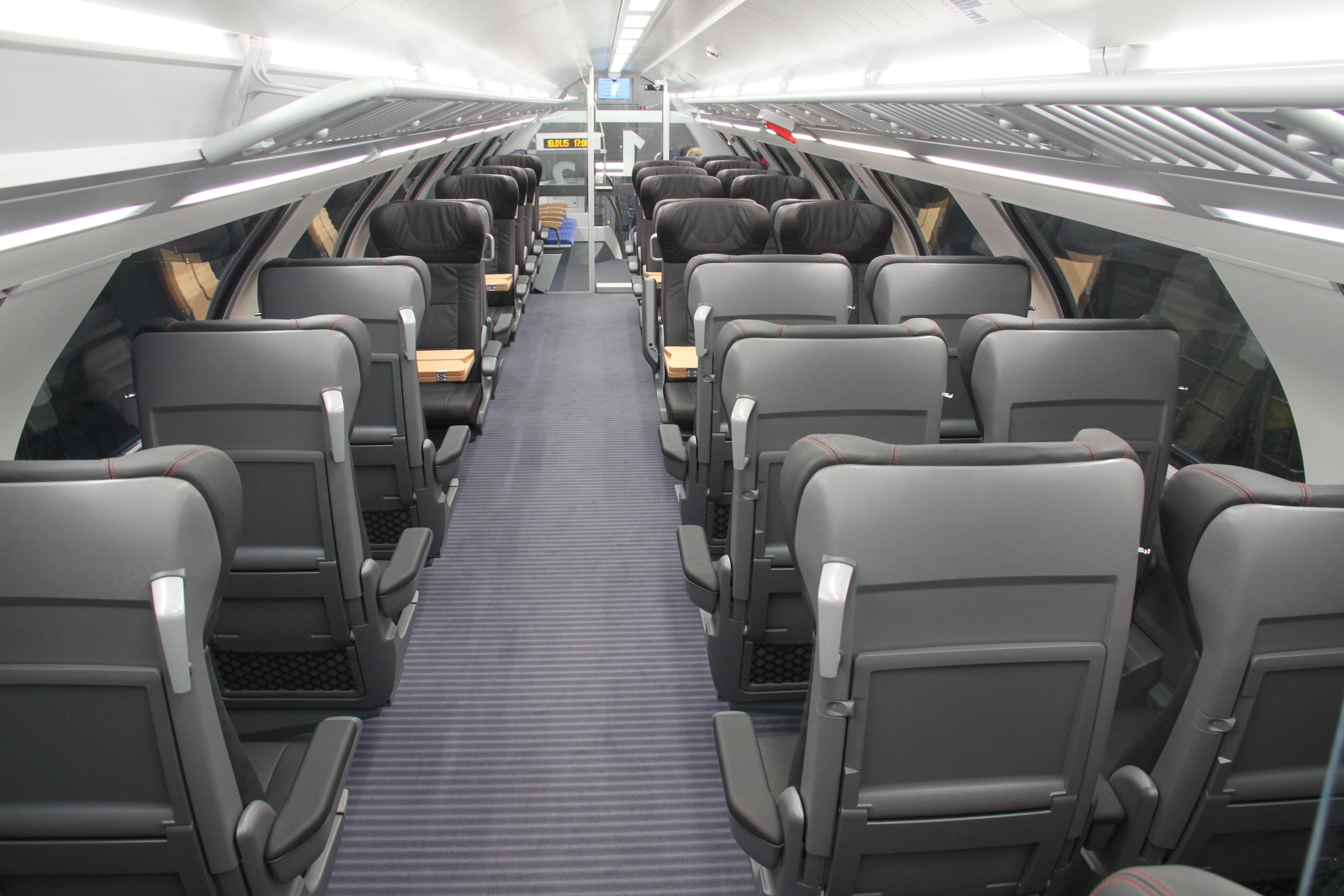
Details van de 1e klasse stoelen
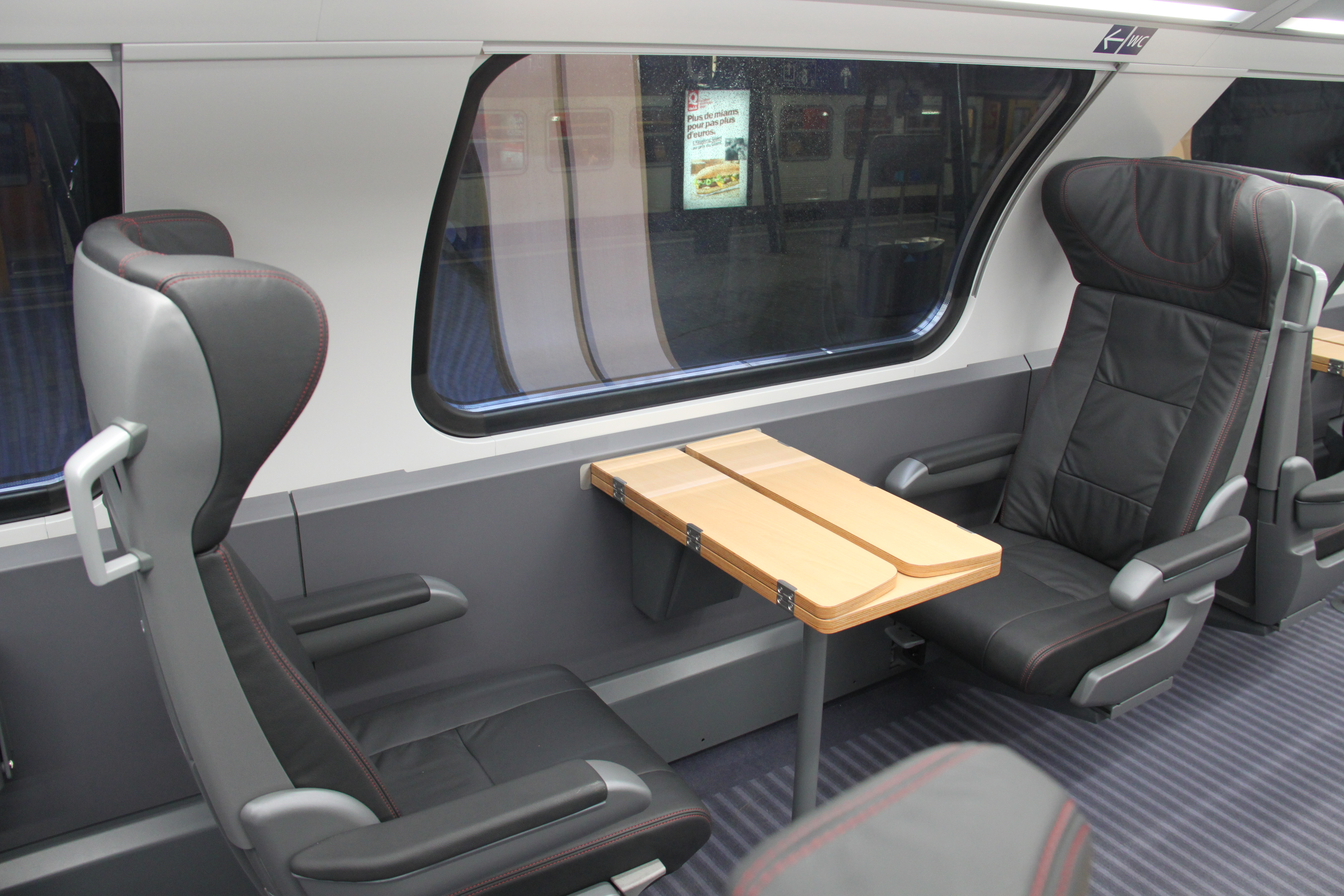
1e klasse